# 대한민국 형법 제149조
대한민국 형법 제149조는 미수범에 대한 형법각칙의 조문이다.

## 조문
제149조(미수범) 전 4조의 미수범은 처벌한다.

第149條(未遂犯) 前4條의 未遂犯은 處罰한다.

## 같이 보기
- 범인도피죄